# Grupa Adriana Mihuțiu
Grupa Adriana Mihuțiu (rum. Grupul Adrian Mihuțiu) – rumuńska antykomunistyczna grupa zbrojna w latach 1948–1956.
W 1946 r. pochodzący z miejscowości Măderat student politechniki w Timișoarze Adrian Mihuțiu protestował przeciwko represjom komunistycznym wymierzonym w studentów z Cluju. W obawie przed aresztowaniem w maju 1948 roku zbiegł do lasu, gdzie zorganizował oddział zbrojny. W jej skład weszło ok. 70 osób. Działał on na obszarze gminy Arad. Do jesieni 1956 roku partyzanci 5-krotnie starli się z oddziałami Securitate, zabijając i raniąc kilku funkcjonariuszy organów bezpieczeństwa. Z biegiem czasu ograniczali się jednak coraz bardziej do samoobrony. 17 listopada 1956 roku A. Mihuțiu został schwytany w wyniku zdrady swojego kuzyna. Po wydobyciu z niego informacji o miejscu przebywania oddziału zostali schwytani pozostali partyzanci. Trybunał wojskowy w Timișoarze skazał w 1957 roku A. Mihuțiu i jeszcze jednego partyzanta na karę śmierci, wykonaną w więzieniu Jilava w Bukareszcie. Pozostali dostali kary wieloletniego więzienia.